# Aciphylla cuthbertiana
Aciphylla cuthbertiana är en flockblommig växtart som beskrevs av Donald Petrie. Aciphylla cuthbertiana ingår i släktet Aciphylla och familjen flockblommiga växter. Inga underarter finns listade i Catalogue of Life.